# ألان نيلسن
ألان نيلسين (بالدنماركية: Allan Nielsen)‏، من مواليد 13 مارس 1971 في إزبيرغ في الدنمارك، لاعب كرة قدم دنماركي.
بدأ مسيرته الكروية مع نادي بايرن في عام 1989، ولعب معهم حتى عام 1991، وشارك معهم في مباراة واحدة، وفي عام 1991 انتقل إلى نادي سيون، وفي عام 1991 انتقل إلى نادي أودينيسي، ولعب معهم حتى عام 1993، وقد شارك معهم في 55 مباراة وسجل 9 أهداف، وفي موسم 1994/1995 لعب مع نادي كوبنهاغن، وشارك معهم في 26 مباراة وسجل 3 أهداف، وفي موس 1995/1996 انتقل إلى نادي بروندبي، ولعب معهم 42 مباراة وسجل 11 هدف، وفي عام 1996 انتقل إلى نادي توتنهام هوتسبير، ولعب معهم 97 مباراة وسجل 12 هدف، وفي عام 2000 انتقل إلى نادي ولفرهامبتون، وشارك معهم في 7 مباريات وسجل هدفين، وفي عام 2000 انتقل إلى نادي واتفورد، ولعب معهم حتى عام 2003، وشارك معهم في 100 مباراة وسجل 19 هدف، ومنذ عام 2003 وهو يلعب مع نادي هيرفوج.
و قد لعب مع منتخب الدنمارك لكرة القدم بين عامي 1995 و2002، وقد شارك معهم في 44 مباراة وسجل 7 أهداف.

## روابط خارجية
- ألان نيلسن على موقع الاتحاد الدولي (مؤرشف)  (الإنجليزية)
- ألان نيلسن على موقع الاتحاد الأوربي (الإنجليزية)
- ألان نيلسن على موقع قاعدة بيانات كرة القدم.إي يو (الإنجليزية)
- ألان نيلسن على موقع بيانات كرة القدم. دي إي (الألمانية)
- ألان نيلسن على موقع ناشيونال فوتبول تيمز (الإنجليزية)
- ألان نيلسن على موقع Soccerbase.com (لاعب) (الإنجليزية)
- ألان نيلسن على موقع Soccerway.com (الإنجليزية)
- ألان نيلسن على موقع عالم كرة القدم.نت (الإنجليزية)
- ألان نيلسن على موقع كووورة